# SOYUZ
SOYUZ (Russisch: Союз, betekent 'unie') is een exclusief Russisch merk van mechanische horloges. De merknaam SOYUZ stamt uit de jaren veertig van de twintigste eeuw, toen Sovjetleider Jozef Stalin horloges liet maken die uitsluitend als onderscheiding werden uitgereikt aan hoge functionarissen in binnen- en buitenland.

## Het moderne bedrijf
In 1999 werden door REKORD Watch-Making Company Ltd. de rechten verworven van de historische merknaam. In 2003 besloot de directie een nieuwe, algemeen beschikbare horlogelijn te ontwikkelen. In de reclame hiervoor wordt de nadruk gelegd op het sovjetpolitieke verleden van het merk. Ambassadrice van SOYUZ is de Russische playmate Anna Starykh.
In 2006 is SOYUZ gepresenteerd op de volgende beurzen: Inhorgenta (München), BASELWORLD (Bazel) en Trade Mart Utrecht. De Nederlandse importeur is Alosi Nederland.

## Trivia
In Bazel werd de SOYUZ-collectie gepresenteerd door de Russische acteur Valery Pavlovich Polyakov, die als Stalin uitgedost was.